# Chris Thorner
Christopher John Thorner (Hartford, 29 settembre 1983) è un ex giocatore di football americano statunitense, che ha giocato come defensive tackle.
Dopo aver giocato per la squadra universitaria statunitense dei Syracuse Orange non ha proseguito la carriera nel football giocato, ad eccezione della partecipazione al mondiale 2007 con la nazionale che ha vinto il titolo. Ha invece avviato una carriera da allenatore di squadre universitarie.

## Palmarès
- 1 Mondiale (2007)